# 니야번

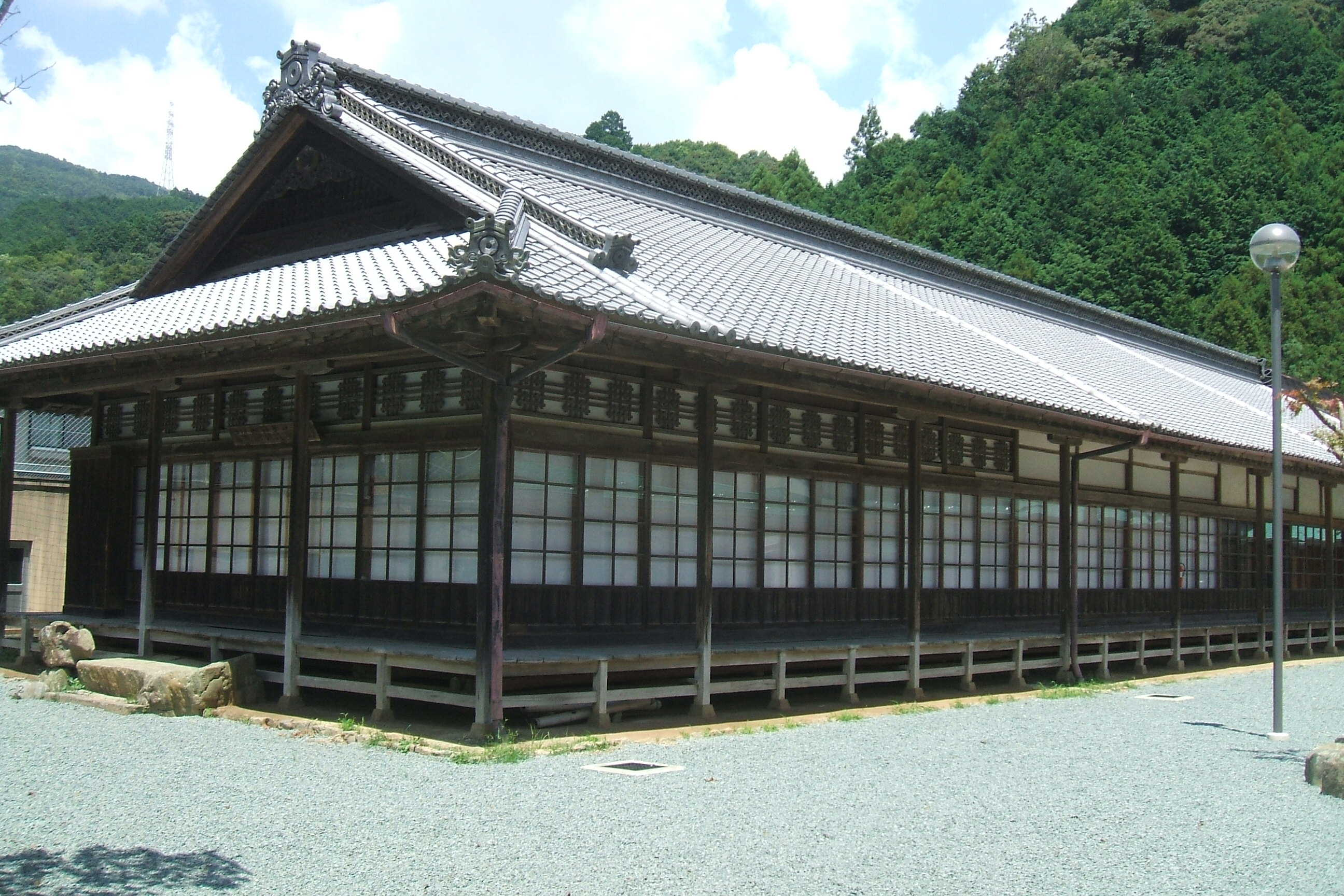
니야 진야 (인봉각)

니야번(일본어: 新谷藩 にいやはん[*])은 오즈번의 지번이다. 번청으로 니야 (현 오즈시 내)의 니야진야가 설치되었다.

## 번의 역사
겐나 9년 (1623년), 오즈번 2대 번주 카토 야스오키의 동생 나오야스가 막부로부터 1만 석 분지의 비공식승인을 얻어 성립하였다. 내분 후, 간에이 16년 (1639년)에 번내분지라고 하는 것으로 결착해, 간에이 19년 (1642년)에 진야가 니야에 완성되었다. 번내분지는 본래 배신 취급받지만, 니야번은 막부로부터 다이묘로 인정받은 전국 유일의 예이다.
간에이 9년 (1632년), 나카에 토쥬는 당번으로 임지를 바꾸었으나, 어머니에 대한 효도를 이유로 고향인 오미국으로 탈번하였다.
에도시대 후기가 되면, 히지카와의 범람에 의한 수해나 화재가 일어나, 번 재정은 곤궁하기 짝이 없어, 한때는 오즈번이 번정을 집행했다. 메이지 초기의 실제 고쿠다카는 9693석으로, 표고의 1만석을 밑돌고 있었다.
메이지 4년 (1871년) 7월 14일에 폐번치현에 의해 옛 니야번령을 관하로 하는 니야현 (초고 1만석, 현석 4890석)이 설치되었다. 같은 해 11월 15일, 1차 부현 통합, 이른마 3부 72현제 실시에 의해 니야현은 폐지되고, 새로운 우와지마현에 편입되었다 (본청 우와지마, 지청 오즈). 이후 카미야마현을 거쳐 에히메현에 편입되었다. 
메이지 17년 (1884년), 니야 카토가는 자작이 되어 화족에 올랐다.
또한, 진야는 인봉각으로 현존하며, 에히메현 지정 문화재로 되어있다. 진야에 대해서는 메이지가 되어, 부지가 여러개로 나뉘어 매각되었기 때문에, 민가에 돈창고가 현존하고 있다 (그 밖에 오사카, 마츠모토성 등에 현존).

## 니야번 역대 번주

### 카토가
토자마 다이묘, 1만석 (1623년 - 1871년)
1. 카토 나오야스
2. 카토 야스카도
3. 카토 야스츠라
4. 카토 야스히로
5. 카토 야스노부
6. 카토 야스마사
7. 카토 야스토모
8. 카토 야스타다
9. 카토 야스노리

## 같이 보기
- 일본의 번#에도 막부의 번(藩) 일람
- 폐번치현